# Parafia św. Bartłomieja w Brzózie
Parafia św. Bartłomieja w Brzózie – jedna z 9 parafii rzymskokatolickich dekanatu kozienickiego diecezji radomskiej.

## Historia

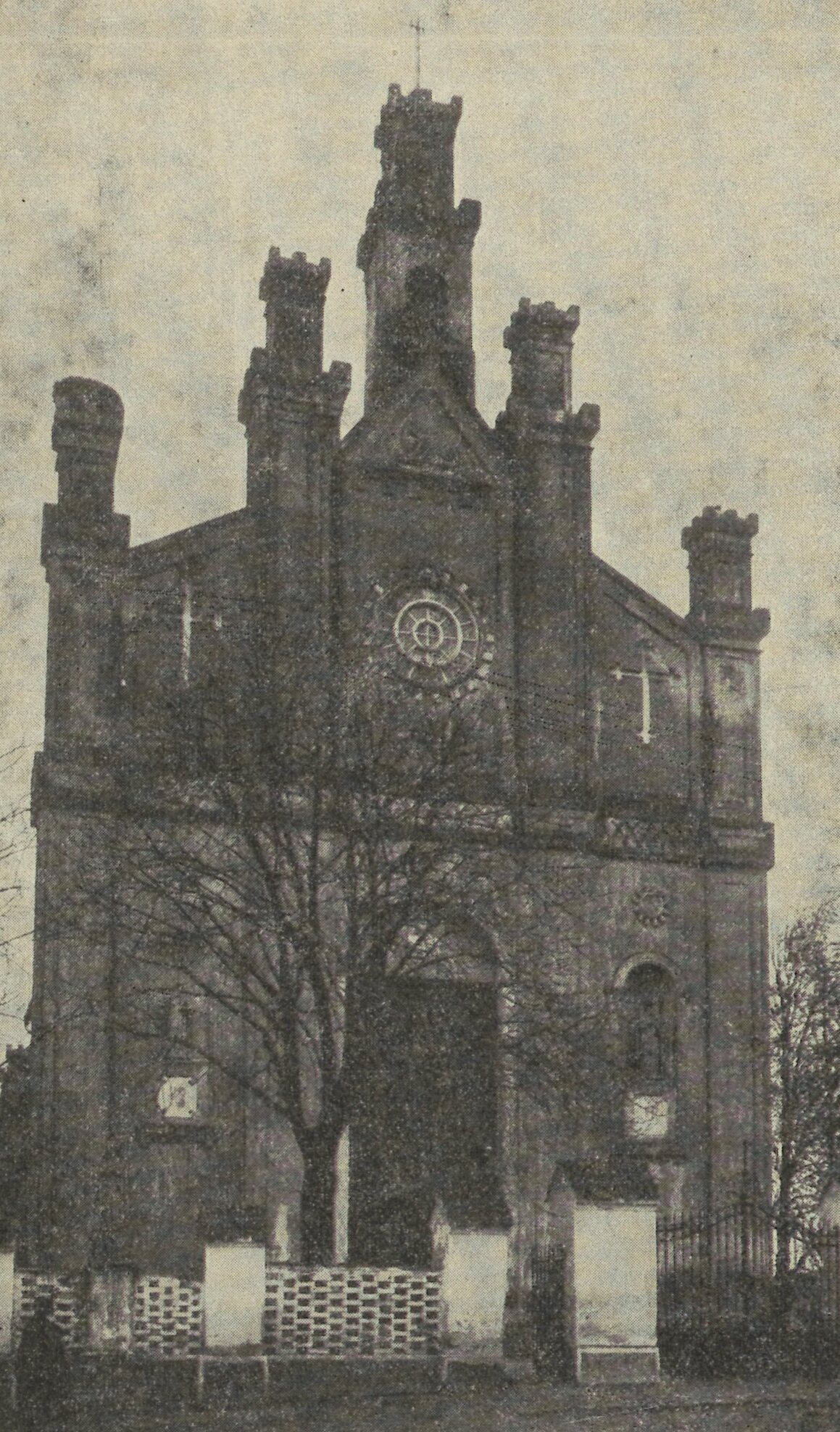
Widok przed 1913

Parafia Brzóza powstała w okresie między 1470 a 1529. Pierwotny kościół drewniany pochodzący z przełomu XV/XVI w. został zniszczony w 1656 przez Szwedów. Kolejny wybudowany został w 1660 z drewna lasów królewskich staraniem ks. Grzegorza Rojka. W roku 1773 rozbudowano go staraniem ks. Jakuba Górskiego. Poświęcenia dokonał 24 maja 1781 biskup inflancki Józef Kossakowski. Kościół spłonął 6 października 1845 w ogromnym pożarze Brzózy. W tym czasie, do 1855, sprawowano nabożeństwa w ocalonym murowanym skarbcu, do którego dobudowano murowaną szopę. Kościół obecny jest z fundacji Adama i Zofii ze Starzeńskich Ożarowskich i zbudowany według projektu arch. Ignacego Leopolda Essmanowskiego w latach 1854–1856 staraniem ks. Ignacego Millera. W roku 1866 bp Michał Józef Juszyński konsekrował kościół. W wyniku walk w latach II wojny światowej, zwłaszcza na przyczółku magnuszewskim, świątynia została znacznie zniszczona i ograbiona. W tym czasie przez kilkanaście miesięcy na przełomie lat 1944/45 ludność została wysiedlona z Brzózy. Administrator parafii zamieszkał w Cecylówce i tam sprawował nabożeństwa. Ten stan trwał do chwili rozminowania Brzózy i powrotu ludności. Kościół w Brzózie odbudowano w latach 1944/45–1948. Kościół jest murowany z cegły, tynkowany, malowany, neogotycki, jednonawowy, halowy.

## Proboszczowie
- 1945–1952 – ks. Edward Polakowski
- 1952–1963 – ks. Bolesław Kasiński
- 1963–1965 – ks. Władysław Osuch
- 1965–1973 – ks. Józef Lipidalski
- 1973–1979 – ks. Emilian Asendi
- 1980–1992 – ks. Leon Borowiecki
- 1992–1997 – ks. Marian Ślusarczyk
- 1997–1998 – ks. Marian Tomasik
- 1998–1999 – ks. Józef Zawadzki
- 1999–2021 – ks. Krzysztof Katana
- od 2021 – ks. Sławomir Molendowski (jun.)

## Zasięg parafii
Do parafii należą wierni z miejscowości: Adamów, Brzóza, Działki Brzóskie, Maciejowice, Sewerynów, Stanisławów, Ursynów, Wólka Brzózka.